# Sexto Quintilio Varo
Sexto Quintilio Varo (en latín Sextus Quinctilius Varus), cónsul romano en el año 453 a. C., con Publio Curiacio Fisto Trigémino. Murió durante su consulado de la peste que devastó Roma en ese año, y que mató a hombres y bestias. Según Dionisio de Halicarnaso, fue reemplazado por Espurio Furio Medulino Fuso, que murió igualmente a causa de la epidemia el mismo año.